# Discografia de Tina Turner
Está é a discografia de Tina Turner, cantora estadunidense de rock, R&B, soul e disco music. A discografia solo de Turner consiste em nove álbuns de estúdio, dois álbuns ao vivo, duas trilhas sonoras e cinco coletâneas.
Após juntar-se a banda de Ike Turner como back vocal, ambos casaram-se e formaram a dupla Ike & Tina Turner em 1964. A dupla lançou uma série de grande sucessos nas paradas musicais de R&B, incluindo "Proud Mary" e "Nutbush City Limits". Ike & Tina Turner dissolveram a parceira juntamente com o casamento em 1978. À época, Tina Turner já havia lançado dois álbuns solo pela United Artists, Tina Turns the Country On (1974) e Acid Queen (1975). A artista seguiu em carreira solo com os álbuns Rough (1978) e Love Explosion (1979). Contudo, nenhum destes últimos lançamentos alcançaram o sucesso esperado e Turner saiu da gravadora. Após uma colaboração com o grupo eletrônico britânico B.E.F. em 1982, Turner assinou contrato com a EMI Records no Reino Unido e lançou o single "Let's Stay Together"em 1983, (originalmente gravada por Al Green). Produzido pelo grupo B.E.F., o single tornou-se um grande sucesso nas paradas musicais britânicas. Neste período, Turner iniciou a produção de seu álbum, Private Dancer, que foi realizado em maio de 1984 e tornou-se um sucesso internacional. O álbum lançou inúmeros sucessos na carreira da artista, tais como "What's Love Got to Do with It" (que permaneceu por muitos anos como sua canção assinatura), liderando a Billboard Hot 100 por três semanas seguidas. O sucesso do álbum estabeleceu Tina Turner entre os grandes nomes da música mundial, elevando-a ao status de superestrela.
Seguindo o sucesso de Private Dancer, Turner co-estrelou com Mel Gibson o filme Mad Max - Além da Cúpula do Trovão. A artista gravou duas canções para a trilha sonora do filme, com "We Don't Need Another Hero (Thunderdome)" tornando-se mais um sucesso internacional. Turner lançou, então, seu segundo álbum pela Capitol Records em 1986, intitulado Break Every Rule, que também emplacou sucessos na US Hot 100, incluindo "Typical Male" e "What You Get Is What You See". Em 1987, Turner iniciou uma mega turnê internacional e lançou seu primeiro álbum ao vivo Tina Live in Europe, em 1988. No ano seguinte, lançou outro trabalho de estúdio, o álbum Foreign Affair. A canção de trabalho, The Best, tornou-se outro sucesso internacional da artista e o álbum vendeu mais de 1.5 milhão de cópias somente no Reino Unido.
A primeira coletânea de Turner, Simply the Best, foi lançada em 1991 e foi um grande sucesso comercial no Reino Unido, vendendo mais de 2,4 milhões de cópias. Em 1992, chegou ao fim a longa era de trabalho pela Capitol Records e Turner foi contratada pela Virgin Records (sendo que ambas as gravadoras são subsidiárias da EMI). Em 1993, Turner gravou a trilha sonora de seu filme biográfico What's Love Got to Do with It, contendo o sucesso "I Don't Wanna Fight", que liderou a US Top 10 por semanas. Em 1995, Turner foi convidada para interpretar a canção-tema de GoldenEye, o 17º filme da franquia James Bond. Seu álbum de estúdio Wildest Dreams (1996) foi seguido por Twenty Four Seven (1999), que é o seu último álbum de estúdio até então.
Com uma carreira de mais de cinco décadas, Turner tornou-se um dos artistas recordistas de vendas do Rock, tendo vendido mais de 200 milhões de cópias em todo o mundo. Além disso, ela foi a primeira pessoa a ter ao menos um hit no top 40 do Reino Unino em sete décadas consecutivas (Década de 1960 a Década de 2020).

## Discografia

### Álbuns de estúdio
| Ano  | Álbum | Melhor Posição | Melhor Posição | Melhor Posição | Melhor Posição | Melhor Posição | Melhor Posição | Melhor Posição | Vendagem | Certificação                                                                          |
| Ano  | Álbum | EUA            | EUA R&B        | AUS            | AUT            | CAN            | FRA            | GER            | Vendagem | Certificação                                                                          |
| ---- | --- | -------------- | -------------- | -------------- | -------------- | -------------- | -------------- | -------------- | -------- | ------------------------------------------------------------------------------------- |
| 1974 | Tina Turns the Country On! - Lançamento: Agosto de 1974 - Formato: Cassette, LP - Gravadora: United Artists   | —              | —              | —              | —              | —              | —              | —              | (?)      | —                                                                                     |
| 1975 | Acid Queen - Lançamento: Agosto de 1975 - Formato: Cassette, LP - Gravadora: United Artists/EMI               | 115            | —              | 75             | —              | —              | —              | —              | (?)      | —                                                                                     |
| 1978 | Rough - Lançamento: Setembro de 1978 - Formato: Cassette, LP - Gravadora: United Artists, EMI                 | —              | —              | —              | —              | —              | —              | —              | (?)      | —                                                                                     |
| 1979 | Love Explosion - Lançamento: Março de 1979 - Formato: Cassette, LP - Gravadora: United Artists, EMI           | —              | —              | —              | —              | —              | —              | —              | (?)      | —                                                                                     |
| 1984 | Private Dancer - Lançamento: 29 de março de 1984 - Formato: Cassette, LP, CD - Gravadora: Capitol             | 3              | 1              | 7              | 1              | 2              | 14             | 2              | (?)      | RIAA: 5× Platina ARIA: 2× Platina CRIA: 7× Platina BPI: 3× Platina                    |
| 1986 | Break Every Rule - Lançamento: Setembro de 1986 - Formato: Cassette, LP, CD - Gravadora: Capitol              | 4              | 7              | 11             | 2              | 4              | 16             | 1              | (?)      | RIAA: Platina ARIA: Platina CRIA: Platina BPI: Platina FIIF: 2× Platina SNEP: Ouro    |
| 1989 | Foreign Affair - Lançamento: 13 de setembro de 1989 - Formato: Cassette, LP, CD - Gravadora: Capitol          | 31             | 83             | 15             | 1              | 12             | 11             | 1              | (?)      | RIAA: Ouro ARIA: Platina CRIA: Platina BPI: 5× Platina FIIF: 3× Platina SNEP: 2× Ouro |
| 1996 | Wildest Dreams - Lançamento: 3 de setembro de 1996 - Formato: Cassette, CD - Gravadora: Virgin, Parlophone    | 61             | 26             | 14             | 2              | 29             | 14             | 2              | (?)      | CRIA: Ouro BPI: 2× Platina FIIF: Platina SNEP: 2× Ouro                                |
| 1999 | Twenty Four Seven - Lançamento: 28 de outubro de 1999 - Formato: Cassette, CD - Gravadora: Virgin, Parlophone | 21             | 29             | —              | 5              | 9              | 23             | 3              | (?)      | RIAA: Ouro CRIA: Ouro BPI: Platina FIIF: Ouro SNEP: Ouro                              |

### Álbuns ao vivo
| Ano  | Álbum                                                                                                  | Melhor Posição | Melhor Posição | Melhor Posição | Melhor Posição | Melhor Posição | Melhor Posição | Melhor Posição | Vendagem | Certificação                       |
| Ano  | Álbum                                                                                                  | EUA            | EUA R&B        | AUS            | AUT            | CAN            | FRA            | GER            | Vendagem | Certificação                       |
| ---- | --- | -------------- | -------------- | -------------- | -------------- | -------------- | -------------- | -------------- | -------- | ---------------------------------- |
| 1988 | Tina Live in Europe - Lançamento: 21 de março de 1988 - Formato: Cassette, LP, CD - Gravadora: Capitol | 86             | —              | 37             | 4              | 34             | 21             | 4              | (?)      | FIIF: Platina BPI: Ouro BVMI: Ouro |
| 1999 | VH1 Divas 1999 - Lançamento: 13 de abril de 1999 - Formato: Cassette, CD - Gravadora: VH1              | 90             | —              | —              | 43             | —              | —              | 60             | (?)      | RIAA: Ouro                         |
| 2009 | Tina Live - Lançamento: 28 de setembro de 2009 - Formato: CD, DVD - Gravadora: Parlophone              | 169            | —              | —              | 8              | —              | 93             | 18             | (?)      | —                                  |

### Trilhas sonoras
| Ano  | Álbum | Melhor Posição | Melhor Posição | Melhor Posição | Melhor Posição | Melhor Posição | Melhor Posição | Melhor Posição | Vendagem | Certificação                                                           |
| Ano  | Álbum | EUA            | EUA R&B        | AUS            | AUT            | CAN            | FRA            | GER            | Vendagem | Certificação                                                           |
| ---- | --- | -------------- | -------------- | -------------- | -------------- | -------------- | -------------- | -------------- | -------- | ---------------------------------------------------------------------- |
| 1985 | Mad Max Beyond Thunderdome - Lançamento: 10 de julho de 1985 - Formato: Cassette, LP, CD - Gravadora: Capitol           | 39             | 47             | —              | —              | 33             | —              | 7              | (?)      | —                                                                      |
| 1993 | What's Love Got to Do with It? - Lançamento: 8 de agosto de 1993 - Formato: Cassette, CD - Gravadora: Parlophone/Virgin | 17             | 8              | 30             | 6              | 10             | 21             | 8              | (?)      | RIAA: Platina FIIF: Ouro CRIA: Ouro BPI: Platina BVMI: Ouro SNEP: Ouro |

### Coletâneas
| Ano  | Álbum | Melhor Posição | Melhor Posição | Melhor Posição | Melhor Posição | Melhor Posição | Melhor Posição | Melhor Posição | Vendagem | Certificação |
| Ano  | Álbum | EUA            | EUA R&B        | AUS            | AUT            | CAN            | FRA            | GER            | Vendagem | Certificação |
| ---- | --- | -------------- | -------------- | -------------- | -------------- | -------------- | -------------- | -------------- | -------- | ------------ |
| 1991 | Simply the Best - Lançamento: 22 de outubro de 1991 - Formato: Cassette, CD - Gravadora: Capitol                   | 113            | 99             | 12             | 2              | 40             | 16             | 1              | (?)      | —            |
| 2004 | All the Best - Lançamento: Novembro de 2004 - Formato: CD, download digital - Gravadora: Parlophone                | 2              | 12             | —              | 2              | 4              | 8              | 2              | (?)      | —            |
| 2008 | Tina!: Her Greatest Hits - Lançamento: 30 de setembro de 2008 - Formato: CD, download digital - Gravadora: Capitol | 61             | 37             | —              | 13             | 49             | —              | 22             | (?)      | —            |

## Singles
| Ano                                        | Obra                                      | Melhor Posição | Melhor Posição | Melhor Posição | Melhor Posição | Melhor Posição | Melhor Posição | Melhor Posição | Certificação               | Álbum          |
| Ano                                        | Obra                                      | EUA            | EUA R&B        | AUS            | AUT            | CAN            | FRA            | GER            | Certificação               | Álbum          |
| ------------------------------------------ | ----------------------------------------- | -------------- | -------------- | -------------- | -------------- | -------------- | -------------- | -------------- | -------------------------- | -------------- |
| 1975                                       | "Baby Get It On"                          | 80             | 31             | —              | —              | —              | —              | —              |                            | Acid Queen     |
| 1976                                       | "Whole Lotta Love"                        | —              | 61             | —              | —              | —              | —              | —              |                            | Acid Queen     |
| 1976                                       | "Acid Queen"                              | —              | —              | —              | —              | —              | —              | —              |                            | Acid Queen     |
| 1977                                       | "Under My Thumb"                          | —              | —              | 80             | —              | —              | —              | —              |                            | Acid Queen     |
| 1978                                       | "Viva La Money"                           | —              | —              | —              | —              | —              | —              | —              |                            | Rough          |
| 1978                                       | "Root, Toot, Undisputable Rock 'n Roller" | —              | —              | —              | —              | —              | —              | —              |                            | Rough          |
| 1978                                       | "Sometimes When We Touch"                 | —              | —              | —              | —              | —              | —              | —              |                            | Rough          |
| 1978                                       | "Night Time Is the Right Time"            | —              | —              | —              | —              | —              | —              | —              |                            | Rough          |
| 1979                                       | "Love Explosion"                          | —              | —              | —              | —              | —              | —              | —              |                            | Love Explosion |
| 1979                                       | "Back Stabbers"                           | —              | —              | —              | —              | —              | —              | —              |                            | Love Explosion |
| 1979                                       | "Music Keeps Me Dacin'"                   | —              | —              | —              | —              | —              | —              | —              |                            | Love Explosion |
| 1983                                       | "Let's Stay Together"                     | 26             | 3              | 19             | —              | 43             | —              | 18             |                            | Private Dancer |
| 1984                                       | "Help!"                                   | —              | —              | —              | —              | —              | —              | —              |                            | Private Dancer |
| 1984                                       | "What's Love Got to Do with It"           | 1              | 2              | 1              | 4              | 1              | 21             | 7              |                            | Private Dancer |
| 1984                                       | "Better Be Good to Me"                    | 5              | 6              | 28             | —              | 6              | —              | 52             |                            | Private Dancer |
| 1984                                       | "Private Dancer"                          | 7              | 3              | 21             | —              | 11             | —              | 20             |                            | Private Dancer |
| 1985                                       |                                           |                |                |                |                |                |                |                |                            | Private Dancer |
| "I Can't Stand the Rain"                   | —                                         | —              | —              | 6              | —              | —              | 9              |                |                            | Private Dancer |
| "Show Some Respect"                        | 37                                        | 50             | —              | —              | 42             | —              | —              |                |                            | Private Dancer |
| "We Don't Need Another Hero (Thunderdome)" | 2                                         | 3              | 1              | 2              | 1              | 3              | 1              |                | Mad Max Beyond Thunderdome |                |
| "One of the Living"                        | 15                                        | 41             | 34             | 12             | 18             | —              | 6              |                | Mad Max Beyond Thunderdome |                |
| 1986                                       |                                           |                |                |                |                |                |                |                |                            |                |
| "Typical Male"                             | 2                                         | 3              | 20             | 6              | 11             | 31             | 3              |                | Break Every Rule           |                |
| "Back Where You Started"                   | —                                         | —              | —              | —              | 85             | —              | —              |                | Break Every Rule           |                |
| "Two People"                               | 30                                        | 18             | —              | 19             | 53             | —              | 10             |                | Break Every Rule           |                |
| 1987                                       |                                           |                |                |                |                |                |                |                | Break Every Rule           |                |
| "Girls"                                    | —                                         | —              | —              | —              | —              | —              | —              |                | Break Every Rule           |                |
| "What You Get Is What You See"             | 13                                        | —              | 15             | 23             | 23             | —              | 17             |                | Break Every Rule           |                |
| "Break Every Rule"                         | 74                                        | —              | 60             | 21             | —              | —              | 17             |                | Break Every Rule           |                |
| "Paradise Is Here"                         | —                                         | —              | —              | 25             | —              | —              | 31             |                | Break Every Rule           |                |
| "Afterglow"                                | —                                         | —              | —              | —              | —              | —              | —              |                | Break Every Rule           |                |
| 1988                                       |                                           |                |                |                |                |                |                |                |                            |                |
| "Nutbush City Limits (Live)"               | —                                         | —              | —              | —              | —              | —              | 45             |                | Tina Live in Europe        |                |
| "Addicted to Love (Live)"                  | —                                         | —              | —              | —              | —              | —              | —              |                | Tina Live in Europe        |                |
| "Tonight (Live)" (com David Bowie)         | —                                         | —              | —              | —              | —              | —              | 39             |                | Tina Live in Europe        |                |
| "A Change Is Gonna Come (Live)"            | —                                         | —              | —              | —              | —              | —              | —              |                | Tina Live in Europe        |                |
| 1989                                       |                                           |                |                |                |                |                |                |                | Tina Live in Europe        |                |
| "634-5789 (Live)"                          | —                                         | —              | —              | —              | —              | —              | —              |                | Tina Live in Europe        |                |
| "The Best"                                 | 15                                        | —              | 4              | 2              | 3              | 23             | 4              |                | Foreign Affair             |                |
| "I Don't Wanna Lose You"                   | —                                         | —              | 59             | 20             | —              | —              | 38             |                | Foreign Affair             |                |
| "Steamy Windows"                           | 39                                        | —              | 34             | 18             | 25             | —              | 29             |                | Foreign Affair             |                |
| 1990                                       |                                           |                |                |                |                |                |                |                | Foreign Affair             |                |
| "Look Me in the Heart"                     | —                                         | —              | —              | —              | 28             | 44             | —              |                | Foreign Affair             |                |
| "Foreign Affair"                           | —                                         | —              | —              | —              | —              | —              | 35             |                | Foreign Affair             |                |
| "Be Tender with Me Baby"                   | —                                         | —              | —              | —              | —              | —              | —              |                | Foreign Affair             |                |

## Outras participações
| Ano  | Obra                                         | Álbum                                                          |
| ---- | -------------------------------------------- | -------------------------------------------------------------- |
| 1976 | "Come Together"                              | All This and World War II                                      |
| 1982 | "Johnny and Mary"                            | Summer Lovers                                                  |
| 1982 | "Crazy in the Night"                         | Summer Lovers                                                  |
| 1985 | "We Are the World"                           | We Are the World                                               |
| 1985 | "Total Control"                              | We Are the World                                               |
| 1990 | "Break Through the Barrier"                  | Days of Thunder                                                |
| 1991 | "The Bitch Is Back"                          | Two Rooms: Celebrating the Songs of Elton John & Bernie Taupin |
| 1991 | "A Change Is Gonna Come" (com B.E.F.)        | Music of Quality and Distinction Volume Two                    |
| 1993 | "Shake a Tail Feather"                       | What's Love Got to Do with It                                  |
| 1993 | "Tina's Wish"                                | What's Love Got to Do with It                                  |
| 1994 | "What's Love Got to Do with It"              | Grammy's Greatest Moments Volume I                             |
| 1997 | "Row, Row, Row Your Boat"                    | Carnival!                                                      |
| 1998 | "Love Is a Beautiful Thing"                  | Wildest Dreams Diana, Princess of Wales: Tribute               |
| 1998 | "He Lives in You"                            | The Lion King II: Simba's Pride                                |
| 1999 | "Easy as Life" (com Angelique Kidjo)         | Elton John and Time Rice's Aida                                |
| 2000 | "Baby, I'm a Star"                           | All That Glitters                                              |
| 2003 | "Great Spirits"                              | Brother Bear                                                   |
| 2007 | "Edith and the Kingpin" (com Herbie Hancock) | River: The Joni Letters                                        |
| 2007 | "The Game of Love"                           | Ultimate Santana                                               |